# Cassano delle Murge
Cassano delle Murge – miejscowość i gmina we Włoszech, w regionie Apulia, w prowincji Bari.
Według danych na styczeń 2009 gminę zamieszkiwało 13 538 osób przy gęstości zaludnienia 151,4 os./1 km².